# Krok (diakritiskt tecken)

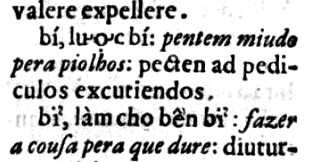

Krok (vietnamesiska: dấu hỏi) är ett diakritiskt tecken som till utseende påminner om ett frågetecken utan prick och som kan placeras ovanför vokaler. Det används i vietnamesiska som tonmarkör för att markera hỏi-tonen (lutande–stigande). När en krok kombineras med ett cirkumflex skrivs den vanligtvis till höger om detta. Om vietnamesiska tecken inte är tillgängliga på grund av tekniska begränsningar så kan kroken ersättas med att frågetecken skrivs efter vokalen i fråga.
Tabellen visar de olika krok-försedda vietnamesiska vokalerna och deras Unicode-kodpunkter. 
| Ả | U+1EA2  | ả | U+1EA3 |
| Ẩ | U+1EA8  | ẩ | U+1EA9 |
| Ẳ | U+1EB2  | ẳ | U+1EB3 |
| Ẻ | U+1EBA  | ẻ | U+1EBB |
| Ể | U+1EC2  | ể | U+1EC3 |
| Ỉ | U+1EC8; | ỉ | U+1EC9 |
| Ỏ | U+1ECE  | ỏ | U+1ECF |
| Ổ | U+1ED4  | ổ | U+1ED5 |
| Ở | U+1EDE  | ở | U+1EDF |
| Ủ | U+1EE6  | ủ | U+1EE7 |
| Ử | U+1EEC  | ử | U+1EED |
| Ỷ | U+1EF6  | ỷ | U+1EF7 |